# Mandiana
Mandiana est une ville de Guinée située au Nord-Est du pays, dans la région de Kankan, à proximité des frontières ivoirienne et malienne. Elle est le siège de la préfecture de Mandiana.

## Géographie
La ville se trouve sur la rive occidentale de la rivière Sankarani, à environ 70 km au nord-est de Kankan, la capitale régionale.

## Population

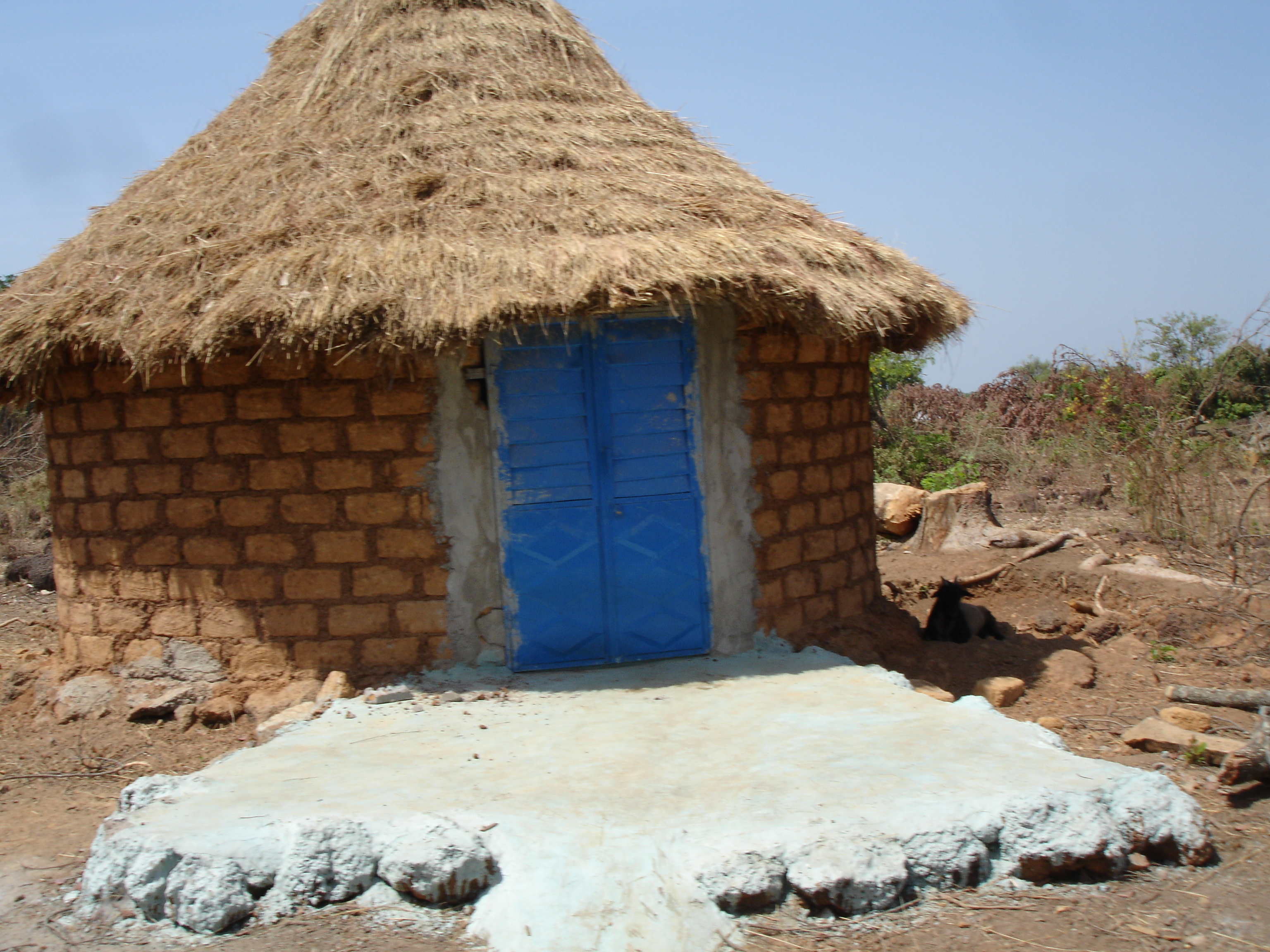
Case a Mandiana

À partir d'une extrapolation du recensement de 2014 (RGPH3), la population de Mandiana Centre a été estimée à 24 298 personnes en 2016.

## Économie

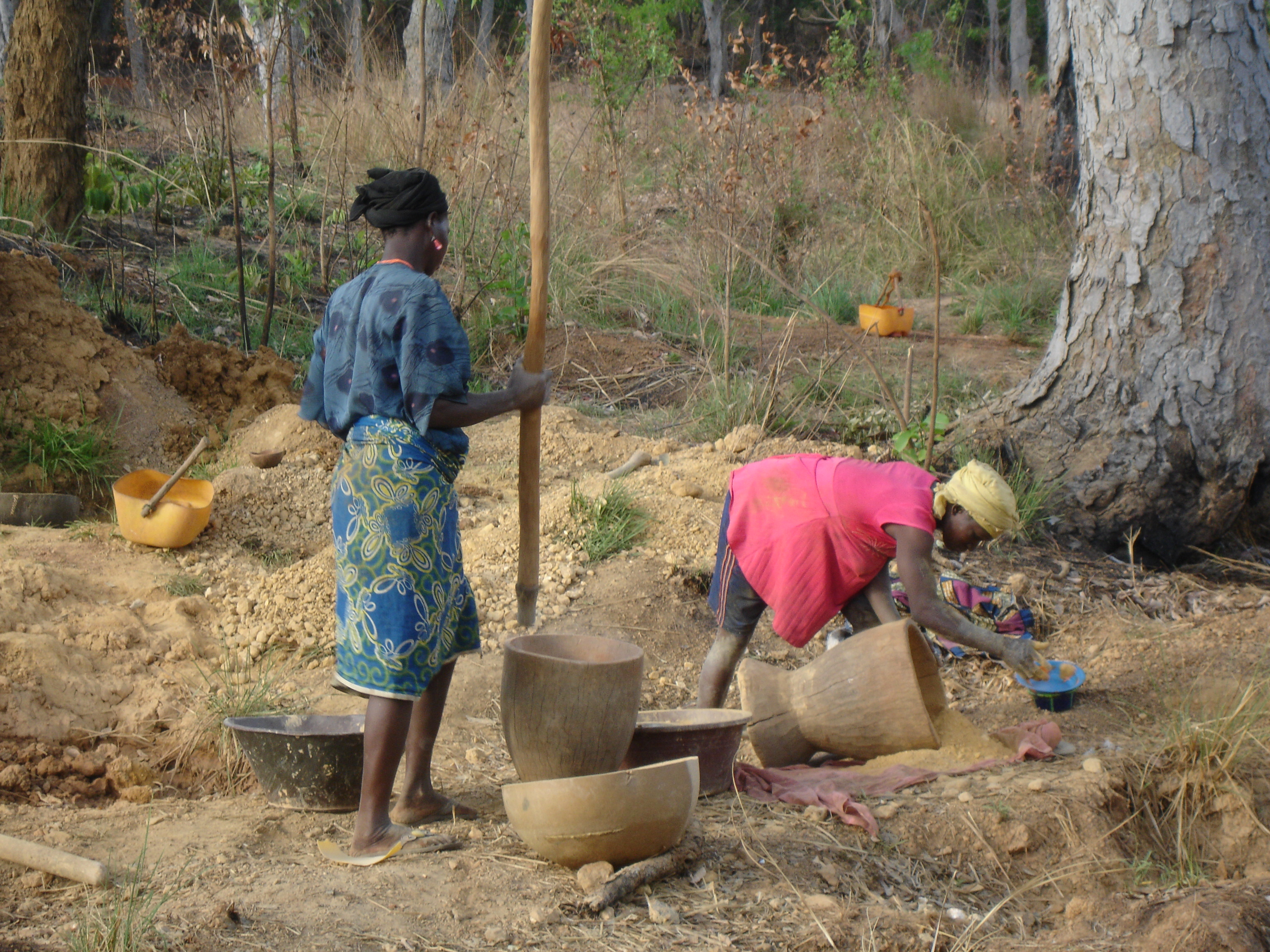
Kantomanina

Les principales activités sont : l'agriculture, la pêche et l'industrie minière.

## Personnalités nées à Mandiana
- Diakaria Koulibaly, homme politique.